# La Malinche (volcan)
Pour les articles homonymes, voir La Malinche (homonymie).
La Malinche, Malinzin ou Matlalcueyetl est un volcan endormi du Mexique culminant à 4 420, 4 461 ou 4 462 mètres d'altitude. Il fait partie de la cordillère Néovolcanique, aussi connue sous le nom de cordillère d'Anahuac.

## Géographie
La Malinche est située dans les États de Tlaxcala et de Puebla, à l'est de Mexico et au nord de Puebla, à 44 kilomètres de la capitale de l'État, Tlaxcala. Culminant à plus de 4 400 mètres d'altitude, le sommet est utilisé par les alpinistes pour s'acclimater en vue d'autres escalades. La Malinche est incluse dans le parc national de La Malinche. Le climat y est froid au sommet avec de la neige fréquente ; son sommet est même réputé pour être l'endroit le plus froid de l'État de Tlaxcala. Sur ses flancs, le climat y est tempéré, plus chaud avec des hivers secs.
C'est un stratovolcan érodé endormi. Sa dernière éruption a eu lieu en 1170 avant Jésus-Christ.

## Accès et ascension
Le volcan peut être rejoint par la route en une heure environ depuis Puebla, Tlaxcala ou Apizaco.
La possibilité de réaliser l'ascension sans équipement de randonnée ou d'alpinisme particulier la rend relativement aisée. Pour autant, du fait de son altitude supérieure à 4 000 mètres, le site constitue aussi un site de préparation d'alpinisme pour des sommets plus élevés.
La principale difficulté que peuvent rencontrer les randonneurs est représentée par les conditions climatiques qui peuvent changer rapidement ; la période des pluies entre juin et septembre complique encore l'ascension.

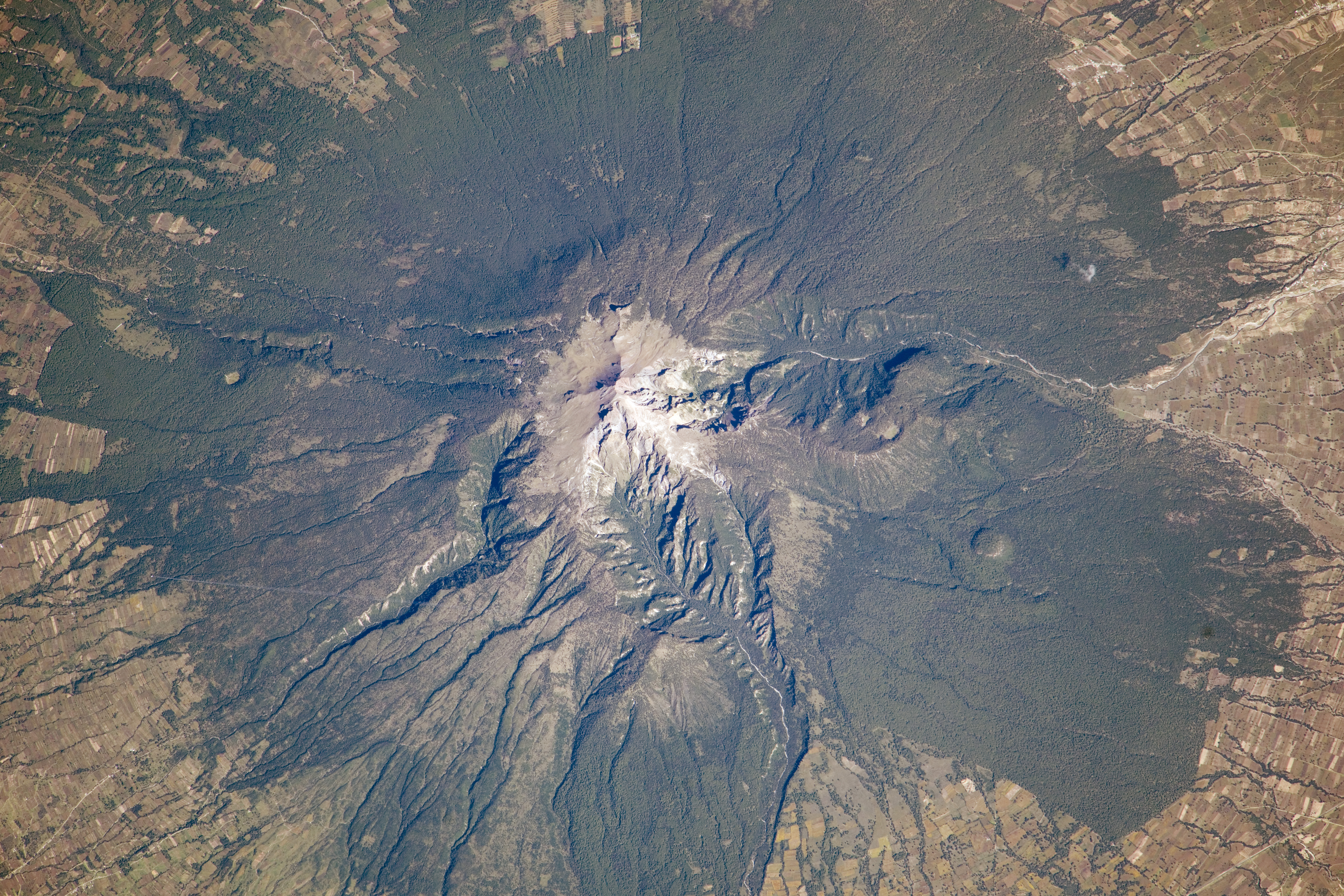
Image satellite de la Malinche.